# Maria Crocifissa Di Rosa
Maria Crocifissa Di Rosa (též svatá Marie Krucifixa, narozená jako Paola Di Rosa, 6. listopadu 1803, Brescia – 15. prosince 1855 tamtéž) byla italská řeholnice a zakladatelka kongregace Milosrdných sester služebnic. V katolické církvi je uctívána jako světice.

## Život
Paola pocházela ze šlechtické italské rodiny a ve věku 17 let složila slib věčného panenství.
V roce 1840 založila řád „milosrdných služebnic“ (Suore Ancelle della Carità di S. Maria Crocifissa Di Rosa), které se věnují hlavně ošetřování nemocných seniorů a dětí. Po její smrti, kdy 15 let vedla komunitu, existovalo již 24 církevních domů.
V roce 1940 byla papežem Piem XII. blahořečena a 12. června 1954 kanonizována. Její liturgický svátek připadá na 15. prosinec.